# Gisela Mauermayer
Gisela Mauermayer, née le 24 novembre 1913 à Munich et décédée le 9 janvier 1995 à Munich, était une athlète allemande qui a remporté le concours de lancer du disque aux Jeux olympiques d'été de 1936 à Berlin.
Elle avait également des succès au lancer du poids et au pentathlon. Aux Jeux mondiaux féminins de 1934 à Londres, elle gagna le concours du lancer du poids, termina deuxième au lancer du disque et première au pentathlon avec un nouveau record du monde de 377 points. Aux championnats d'Europe de 1938, elle remporta le titre au lancer du disque et l'argent au lancer du poids. Elle a été 23 fois championne d'Allemagne.
Gisela Mauermayer avait commencé l'athlétisme en 1933 et était déjà détentrice des records du monde du pentathlon et du lancer du poids en 1934. Comme ces deux disciplines n'étaient pas au programme des Jeux olympiques de Berlin, elle se concentra sur le lancer du disque et remporta le titre olympique. Elle arrêta sa carrière en 1942.
De 1938 à la fin de la Seconde Guerre mondiale, elle a travaillé en tant que professeur de sport dans un collège de Munich. Mais son passé nazi la rattrapa (elle était devenue membre du NSDAP en 1932) et elle ne trouva plus de travail comme professeur après la guerre. Elle étudia la biologie et devint de 1954 à 1975 directrice de la bibliothèque du Zoologischen Staatssammlung de Munich.

## Palmarès

### Jeux olympiques
- Jeux olympiques de 1936 à Berlin ( Allemagne)
  -  Médaille d'or au lancer du disque

### Jeux mondiaux féminins
- Jeux mondiaux féminins de 1934 à Londres ( Royaume-Uni)
  -  Médaille d'argent au lancer du disque
  -  Médaille d'or au lancer du poids
  -  Médaille d'or au pentathlon

### Championnats d'Europe
- Championnats d'Europe d'athlétisme de 1938 à Vienne ( Allemagne)
  -  Médaille d'or au lancer du disque
  -  Médaille d'argent au lancer du poids

### Records du monde
- 377 points au pentathlon en 1934
- 14,38 m au lancer du poids le 15 juillet 1934 à Varsovie
- 44,34 m au lancer du disque le 2 juin 1935
- 48,31 m au lancer du disque le 11 juin 1936